# Aalborg Zoo
Aalborg Zoo er en bynær dyrepark, der ligger nær Aalborgs centrum.
Aalborg Zoo besøges på årsbasis af over 400.000 gæster, og parken rummer mere end 1.500 dyr, fordelt på ca. 126 forskellige arter og er på ca. 8 hektar.
Haven blev indviet i april 1935.
Gennem de senere årtier har Aalborg Zoo lagt stadig mere vægt på bæredygtighed og naturbevarelse, og spiller i dag en væsentlig rolle i flere internationale projekter om f.eks. dyrebeskyttelse og avl, formidling af viden, forskning og fokus på Fair Trade-produkter.
Aalborg Zoo deltager i det internationale avlssamarbejde til bevarelse af truede dyr. Aalborg Zoo blev som den første zoologiske have i verden miljøcertificeret og har naturbevarelse som overordnet formål. På adskillige fronter har Aalborg Zoo de senere år markeret sig med natur- og miljøbevarende projekter. Eksempelvis har Aalborg Zoo gennem mange år støttet Payamino-indianernes kamp for at bevare 60.000 hektar truet regnskov i Ecuador. Aalborg Zoo er også hovedsponsor på et projekt i Sydafrika, hvis primær formål er at beskytte elefanter og næsehorn mod krybskytteri. Sekundært bliver der på projektet, som støttes, også lavet forskning på bl.a. dyrenes vandringsruter og fødevalg.
Aalborg Zoo administrerede også tidligere forlystelsesparken Karolinelund, der i 2007 blev købt af Aalborg Kommune. Forlystelsesparken Karolinelund lukkede 4. september 2010, da Aalborg Kommune ikke længere ønskede at poste støttekroner i projektet.
Lige inden for indgangen ses skulpturen Det gode kup fra 1925, udført af C.J. Bonnesen. Skulpturen blev skænket til Aalborg Zoo af bryggeriet Urban.